# Zeta del Bover
Zeta del Bover (ζ Bootis) és un estel binari de magnitud aparent +3,78 en la constel·lació del Bover, el pastor, les components del qual estan separades actualment una poc menys d'1 segon d'arc. Es troba a 180 anys llum de distància del Sistema Solar.
Les dues components del sistema són dos estels blancs de tipus espectral A2 o A3 classificats com a gegants o subgegants, encara que la relació entre lluminositat i temperatura sembla indicar que són estels de la seqüència principal. Els dos estels són molt similars: de lluentor gairebé idèntica (magnituds +4,52 i +4,55), la seva temperatura superficial és de 8750 K i la lluminositat de cadascun d'ells és 38 vegades major que la del Sol.

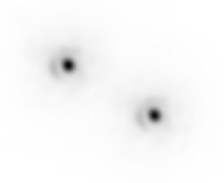
Imatge de Zeta del Bover obtinguda amb el Telescopi Òptic Nòrdic.

La separació mitjana entre els dos estels és 33 ua amb un període orbital de 123 anys. L'òrbita té una excentricitat molt alta, una de les majors que es coneixen, la qual cosa fa que la distància entre les components variï entre 1,4 i 64 ua. Quan la distància és màxima els estels es poden separar amb telescopi, mentre que amb mímina separació (esdevinguda en 1897 i que torna a tenir lloc en 2021) no es poden resoldre.